# Maisons-en-Champagne
Maisons-en-Champagne è un comune francese di 503 abitanti situato nel dipartimento della Marna nella regione del Grand Est.

## Società

### Evoluzione demografica
Abitanti censiti